# Spoorlijn Wemmetsweiler - Nonnweiler
De spoorlijn Wemmetsweiler - Nonnweiler, ook wel Primstalbahn genoemd, is een Duitse spoorlijn tussen Wemmetsweiler en Nonnweiler. De lijn is als spoorlijn 3274 onder beheer van DB Netze.

## Geschiedenis
Het traject werd door de Königlich-Saarbrücker-Eisenbahn in fases geopend:
- 15 mei 1897: Wemmetsweiler - Lebach
- 10 december 1897: Lebach - Nonnweiler

## Treindiensten
De Deutsche Bahn verzorgt het personenvervoer op dit traject met RB treinen. Daarnaast maakt de Saarbahn gebruik van het traject.
| Serie | Treinsoort                      | Route                                                                   | Bijzonderheden |
| ----- | ------------------------------- | ----------------------------------------------------------------------- | -------------- |
| RB 72 | Regionalbahn (DB Regio Südwest) | Saarbrücken Hbf – Merchweiler – Eppelborn – Lebach – Lebach-Jabach      |                |
| RB 74 | Regionalbahn (DB Regio Südwest) | Illingen (Saar) – Neunkirchen (Saar) Hbf – Bexbach – Homburg (Saar) Hbf |                |
| STB 1 | Stadtbahn (Saarbahn)            | Sarreguemines – Brebach – Saarbrücken Hbf – Lebach-Jabach               |                |

## Aansluitingen
In de volgende plaatsen is of was er een aansluiting op de volgende spoorlijnen:
Wemmetsweiler
DB 3240, spoorlijn tussen Saarbrücken en Neunkirchen
Wemmetsweiler Kurve Einmündung
DB 3277, spoorlijn tussen Wemmetsweiler Kurve en Wemmetsweiler Kurve Einmündung
Lebach
DB 3291, spoorlijn tussen Lebach en Völklingen
Primsweiler
DB 3211, spoorlijn tussen Dillingen en Primsweiler
Büschfeld
DB 3218, spoorlijn tussen Merzig en Büschfeld
Nonnweiler
DB 3131, spoorlijn tussen Trier en Türkismühle